# 绍里克
绍里克（Saurikh），是印度北方邦Kannauj县的一个城镇。总人口10888（2001年）。

## 人口
该地2001年总人口10888人，其中男性5777人，女性5111人；0—6岁人口1915人，其中男1012人，女903人；识字率57.43%，其中男性为63.42%，女性为50.66%。